# 諏訪駅
諏訪駅（すわえき）は、長崎県大村市諏訪三丁目にある、九州旅客鉄道（JR九州）大村線の駅である。

## 歴史
- 1989年（平成元年）3月11日：開業[2]。総工費は2,000万円で、全額をJR九州が負担して建設された[1]。
- 2012年（平成24年）12月1日：ICカード「SUGOCA」の利用を開始[3]。
- 2013年（平成25年）3月16日：無人化。
- 2017年（平成29年）8月6日：西九州新幹線の高架橋に支障するため、線路を西側に移動し竹松駅方面に仮設プラットホームを設置、使用開始[4]。

## 駅構造
単式ホーム1面1線を有する地上駅。開業当初からの小形な駅舎を備える。ホームは諫早側を向いて左側に位置する。
無人駅。かつてはJR九州鉄道営業が駅業務を行う業務委託駅だった。

### のりば
| のりば | 路線    | 方向 | 行先             |
| ------ | ------- | ---- | ---------------- |
| 1      | ■大村線 | 下り | 諫早・長崎方面   |
| 1      | ■大村線 | 上り | 早岐・佐世保方面 |

## 利用状況
- 2010年度の1日平均乗車人員は244人である。

| 乗車人員推移 | 乗車人員推移 |
| 年度         | 1日平均人数  |
| ------------ | ------------ |
| 2000         | 276          |
| 2001         | 249          |
| 2002         | 233          |
| 2003         | 247          |
| 2004         | 227          |
| 2005         | 222          |
| 2006         | 225          |
| 2007         |              |
| 2008         |              |
| 2009         |              |
| 2010         | 244          |

## 駅周辺
大村市郊外の住宅地で、学校や大村市の出張所などがある。長崎空港へは距離的には当駅が最も近いが、隣の大村駅よりバス利用が便利。また、国道444号に近く、大村ICへの最寄り駅でもある。
- 本経寺
- 大村市立西大村小学校
- 大村市立中央小学校
- 大村市立西大村中学校
- 陸上自衛隊大村駐屯地
- 長崎県立大村工業高等学校

## 隣の駅
九州旅客鉄道（JR九州）
■大村線
■快速「シーサイドライナー」・■区間快速「シーサイドライナー」
通過
■普通
新大村駅 - 諏訪駅 - 大村駅